# Tokomaru Bay
Tokomaru Bay est une petite communauté urbaine située sur la côte est de l'île du Nord de la Nouvelle-Zélande. 
Tokomaru Bay est localisé à 91 km au nord de Gisborne, sur l'autoroute 35 et à proximité du mont Hikurangi.